# ケアンズ国際空港
ケアンズ国際空港 （ケアンズこくさいくうこう、Cairns Airport）は、オーストラリア連邦クイーンズランド州のケアンズにある空港である。

## 概要
ケアンズを発着する国内線・国際線のほとんどを取り扱う空港である。開港は1984年で、同空港はクイーンズランド州配下のケアンズ港湾局が所有、運営する。ジェットスター航空とスカイトランス航空がハブ空港として利用している。

## 利用実績
2018年の旅客数は507万人で、オーストラリアの空港では7位だった。旅客の行き先の上位は、国内線はブリスベン、シドニー、メルボルン、国際線は東京、大阪、シンガポールだった。

## 就航航空会社と就航都市

### 国際線
| 航空会社             | 就航地                                                |
| -------------------- | ----------------------------------------------------- |
| ジェットスター航空   | 日本 : 東京/成田、大阪/関西 東南アジア : デンパサール |
| ニュージーランド航空 | [季節運航]: オークランド                              |
| ニューギニア航空     | ポートモレスビー                                      |
| シンガポール航空     | シンガポール                                          |

### 国内線
| 航空会社                     | 就航地                                                                                           |
| ---------------------------- | ------------------------------------------------------------------------------------------------ |
| カンタス航空                 | シドニー、メルボルン、ブリスベン、エアーズロック                                                 |
| カンタスリンク               | ブリスベン、タウンズビル、マッカイ、ロックハンプトン、ウェイパ、ホーン島                         |
| エアノース                   | ダーウィン、ヌランベイ                                                                           |
| ジェットスター航空           | シドニー、メルボルン、ブリスベン、ダーウィン、アデレード、パース、ゴールドコースト               |
| ヴァージン・オーストラリア   | シドニー、メルボルン、ブリスベン、パース                                                         |
| ボンザ                       | ゴールドコースト、サンシャイン・コースト、ロックハンプトン                                       |
| リージョナルエキスプレス航空 | ブリスベン、タウンズビル、マウント・アイザ、ノーマントン、モーニントン、バークタウン、ドーマジー |
| アライアンス航空             | ウェイパ                                                                                         |
| スカイトランス航空           | ホーン島、プロサーパイン、バマガ、コワンヤマ、ポーンプラアー、オールクン、ロックハートリバー     |
| ヒンターランド航空           | コワンヤマ、ポーンプラアー、コーエン、クックタウン                                               |

### 旅客便就航都市一覧
オーストラリア国内
- アデレード、ブリスベン、ダーウィン、ゴールドコースト、メルボルン、パース、シドニー、タウンズビル、エアーズロックなど30都市

オセアニア
- ニュージーランド : オークランド
- パプアニューギニア : ポートモレスビー

アジア
- 日本 : 東京/成田、大阪/関西
- シンガポール
- インドネシア : デンパサール

### かつて就航していた航空会社・路線
| 航空会社                               | 就航地                                                       |
| -------------------------------------- | ------------------------------------------------------------ |
| ヒンターランド航空                     | ダル、キウンガ、タブビル                                     |
| カンタスリンク 運航は サンステート航空 | ポートモレスビー                                             |
| ヴィンセント航空                       | バサースト、ダーウィン、グルートアイランド、ポートモレスビー |
| アライアンス航空                       | アロタウ、ポートモレスビー                                   |
| スカイトランス                         | ポートモレスビー                                             |
| ヴァージン・オーストラリア             | 東京/羽田                                                    |
| PNG航空                                | リヒール島、マウントハーゲン、ポートモレスビー               |
| ジンエアー                             | ソウル/仁川                                                  |
| 中国東方航空                           | 上海/浦東                                                    |
| 中国南方航空                           | 広州 (2017年12月14日より就航予定)                            |
| 海南航空                               | 深圳(2017年12月20日より就航予定)                             |
| キャセイパシフィック航空               | 香港                                                         |
| 香港航空                               | [季節運航]: 香港                                             |
| フィリピン航空                         | マニラ、オークランド                                         |
| エアファスト・インドネシア             | ティミカ                                                     |
| ユナイテッド航空                       | グアム                                                       |

### 貨物便
| 航空会社                             | 就航地                           |
| ------------------------------------ | -------------------------------- |
| オーストラリアン・エア・エクスプレス | ブリスベン、メルボルン、シドニー |
| トール航空                           | シドニー、ブリスベン、ダーウィン |